# Звёздные врата: Атлантида (сезон 2)
Премьера второго сезона состоялась в США 15 июля 2005, и он продолжает историю с того момента, где закончился первый сезон. Атлантиде удалось не только избежать уничтожения города рейфами, но и заставить их поверить, что на самом деле станция уничтожена, также членам экспедиции удаётся наладить несистематический контакт с Землёй благодаря новому линейному крейсеру Земли — Дедалу и новому МНТ. Шепард получает повышение до подполковника, а бывший беглец Ронон Декс заменяет место лейтенанта Форда в команде.
Основная сюжетная линия этого сезона построена на исследованиях доктора Беккета по созданию ретровируса способного превращать рейфов назад в людей. Хотя первые опыты с незаконченным вирусом и приводят к плачевным результату с девочкой-рейфом и чуть не заканчиваются превращением Шепарда в жука Иратуса, исследования улучшенной версии приводят к неоднозначным результатам с рейфом Майклом. Сезон снова заканчивается «неоднозначным финалом», когда флот рейфов начинает свой полёт к Земле.

## Эпизоды
| № общий | № в сезоне | Название                                          | Дата премьеры    |
| --- | ---------- | ------------------------------------------------- | ---------------- |
| 21 | 1          | «Осада. Часть 3» «The Siege. Part 3»              | 15 июля 2005     |
| Майор Шеппард спасен подоспевшим на помощь Атлантиде земным крейсером «Дедалом». Корабль привёз на Атлантиду МНТ, над городом поднимают щит. В это время в городе найден лейтенант Форд, рейф успел ввести в него фермент, который изменил Эйдена. Оружие азгардов и их лучевые технологии сбивают несколько кораблей, но оставшихся слишком много. |            |                                                   |                  |
| 22 | 2          | «Злоумышленник» «The Intruder»                    | 22 июля 2005     |
| Доктор Вейр, доктор Маккей и подполковник Шеппард возвращаются на Атлантиду с Земли на «Дедале», когда на борту начинают происходить странные неполадки. Родни приходит к выводу, что в них виноват компьютерный вирус, загруженный рейфами. |            |                                                   |                  |
| 23 | 3          | «Беглец» «Runner»                                 | 29 июля 2005     |
| В поисках Форда команда подполковника Шеппарда попадает на планету, где живёт Ронон Декс, беглец. Рейфы приходят в этот мир поохотиться на него, а он охотится на них. В его спину вставлен передатчик, поэтому Декс не может уйти отсюда. Беккет готов помочь ему. |            |                                                   |                  |
| 24 | 4          | «Дуэт» «Duet»                                     | 5 августа 2005   |
| Стрела рейфов подобрала доктора Маккея и лейтенанта Кедмен. Корабль сбит, но достать можно только одного. Случайно это оказывается Родни. Но так же оказывается, что Зеленка что-то напутал, поэтому в Маккее, кроме его сознания, живёт сознание Кедмен. |            |                                                   |                  |
| 25 | 5          | «Заключенные» «Condemned»                         | 12 августа 2005  |
| Атлантийцы обнаружили планету, где врата находятся на острове, служащем тюрьмой. Заключённые были настроены крайне агрессивно, но официальные власти вовремя пришли на помощь гостям. Так команда Шеппарда обнаружила, что в галактике Пегаса, под самым носом у рейфов, есть довольно продвинутая в техническом плане цивилизация. Подозрение вызывает лишь то, какую цену они платят за возможность такого развития. |            |                                                   |                  |
| 26 | 6          | «Тринити» «Trinity»                               | 19 августа 2005  |
| На орбите одной из планет обнаружено множество обломков кораблей, явно погибших в ужасной битве. Некоторые из них определённо принадлежали рейфам. На самой планете единственный уцелевший объект — оружейная установка Древних, но внимание Маккея привлекает её источник питания, работающий он был бы лучше МНТ. Родни решает, что сможет исправить все ошибки Древних, восстановив и генератор, и оружие. |            |                                                   |                  |
| 27 | 7          | «Инстинкт (первая часть)» «Instinct»              | 26 августа 2005  |
| Деревенских жителей одной из планет терроризирует неизвестный монстр, по описанию подозрительно напоминающий рейфа. Команда Шеппарда вызывается помочь местным жителям в его поимке. Через некоторое время поиски приводят их в пещеру, где живут пожилой мужчина и девочка-рейф. Старик утверждает, что смог синтезировать препарат, помогающий рейфу питаться обычной пищей. |            |                                                   |                  |
| 28 | 8          | «Превращение (вторая часть)» «Conversion»         | 9 сентября 2005  |
| Рана, полученная Шеппардом на предыдущем задании, неожиданно быстро затянулась. Через некоторое время все начинают замечать странности в поведении Джона. Доктор Беккет обнаруживает, что в кровь подполковника попал ретровирус, который должен блокировать в ДНК рейфов участки, доставшиеся им от жука Иратуса, но действует прямо противоположным образом. Если команде врачей не удастся срочно восстановить Шеппарда на генетическом уровне, он превратится в насекомое. |            |                                                   |                  |
| 29 | 9          | «Аврора» «Aurora»                                 | 23 сентября 2005 |
| Дальнейшее изучение технологий Атлантиды позволяет обнаружить корабль Древних на самой окраине галактики Пегаса. Команда Шеппарда на «Дедале» отправляется за ним, но обнаруживают, что рейфы опередили их. Корабль-разведчик удаётся уничтожить, но приходится спешить, поскольку рейфы успели вызвать помощь. На «Авроре» Атлантийцы находят около 2200 камер стазиса с чрезвычайно постаревшими Древними внутри. Маккей обнаруживает, что камеры поддерживают ментальную связь друг с другом, создавая некую виртуальную среду. Шеппард погружается в одну из камер, чтобы войти в сеть. Там он обнаруживает весь экипаж «Авроры», который спешит вернуться домой, не подозревая, что всё окружающее не реально. Тем временем Ронон и Тейла находят в одной из камер рейфа. |            |                                                   |                  |
| 30 | 10         | «Потерянные парни (первая часть)» «The Lost Boys» | 23 сентября 2005 |
| Во время одной из миссий неизвестные нападают на команду Шеппарда и проводят к себе на планету. Там выясняется, что эти люди — банда Форда, которую он посадил на фермент. Теперь они разрабатывают собственные операции против рейфов. В одной из них им понадобилась помощь Шеппарда, для этого его команда и была захвачена, а чтобы в будущем доказать пользу фермента Вейр, Форд обманом и силой заставил принимать его всех, кроме Джона. |            |                                                   |                  |
| 31 | 11         | «Улей (вторая часть)» «The Hive»                  | 21 ноября 2005   |
| Остатки банды Форда и команда Шеппарда пытаются бежать из камеры на корабле-улье. По пути Джон решает помочь людям, законсервированным в коконах, и беглецы снова оказываются пойманы рейфами. Постепенно действие фермента начинает проходить, и у принимавших его начинается ломка. Тем временем Маккею удаётся бежать из пещеры, где его держали люди Форда, за помощью на Атлантиду. |            |                                                   |                  |
| 32 | 12         | «Прозрение» «Epiphany»                            | 28 ноября 2005   |
| Джон оказывается в поле расширения времени, и пока Родни только удаётся выяснить это, Шеппард уже отчаивается дождаться помощи и начинает исследовать окрестности внутри поля. Он обнаруживает небольшое поселение, жители которого проводят всё время в медитациях, следуя по пути к вознесению. Джон ещё не знает, что за несколько часов, что атлантийцы ищут способ вызволить его, ему придётся провести в монастыре несколько месяцев. |            |                                                   |                  |
| 33 | 13         | «Критическая масса» «Critical Mass»               | 5 декабря 2005   |
| На Земле, в Командном центре Звёздных врат получена информация, что гоа'улды, захватившие Трест, смогли проникнуть на Атлантиду и заложить там бомбу, которая сдетонирует, как только будет открыта червоточина на Землю — и это должно произойти через пару часов. Доктору Ли удаётся придумать способ, как с помощью «Дедала» вовремя переслать сообщение на Атлантиду, но и после этого опасность не миновала: бомба запустила сигнал бедствия, который привлёк внимание крейсеров рейфов. Пока Маккей и Кедмен пытаются найти способ спасти город, Вейр начала поиски лазутчика. |            |                                                   |                  |
| 34 | 14         | «Грейс под давлением» «Grace Under Pressure»      | 12 декабря 2005  |
| Испытание джампера после ремонта заканчивается неудачей, и корабль падает в океан. Лобовое стекло не выдержало давления воды, но Маккею удалось вовремя скрыться в заднем отсеке джампера. От сотрясения, полученного при падении, а также от вечной необходимости говорить с кем-то, его сознание порождает видение Саманты Картер. Пока Маккей спорит сам с собой о спасении, Шеппард и Зеленка готовят свою спасательную операцию. |            |                                                   |                  |
| 35 | 15         | «Башня» «The Tower»                               | 19 декабря 2005  |
| Знакомство с очередным аграрным обществом приносит сюрприз. Жители деревни рассказывают, что планету многие поколения защищает некая башня. На деле оказывается, что башня чрезвычайно напоминает центральный шпиль Атлантиды, а защитное оружие — управляемые снаряды. Инцидент в деревне приводит к тому, что Шеппард вынужден посетить аудиенцию у лорда-защитника и попасть в самую гущу интриг королевского двора. |            |                                                   |                  |
| 36 | 16         | «Долгое прощание» «The Long Goodbye»              | 2 января 2006    |
| На орбите луны одной из планет команда атлантийцев находит две спасательные капсулы. Во время осмотра энергия переносит сознание женщины из капсулы в Вейр. Женщина сообщает, что их корабль был уничтожен рейфами, и просит дать проститься с мужем, который покоится во второй капсуле. Когда сознание мужчины оказывается в Шеппарде, выясняется, что пара — не супруги, а старые враги, которые хотят свести прежние счёты. |            |                                                   |                  |
| 37 | 17         | «Государственный переворот» «Coup D'Etat»         | 9 января 2006    |
| Пока Шеппард расследует исчезновение команды майора Лорна, на Атлантиду прибывает один из дженаев, объявленный у себя на родине вне закона. Он просит у доктора Вейр помощи в свержении шефа Кауэн. Элизабет готова согласиться, но только в обмен на МНТ. Когда на Атлантиду прибывает большая группа дженаев, но модуль с собой не приносит, Вейр начинает подозревать ловушку. Тем временем Джон снова сталкивается с шефом Кауэном и узнаёт, что дженаи решили захватить флот паддл-джамперов, чтобы с их помощью уничтожать корабли рейфов, жертвуя своими жизнями. |            |                                                   |                  |
| 38 | 18         | «Майкл» «Michael»                                 | 16 января 2006   |
| Молодой лейтенант приходит в сознание в медчасти Атлантиды, но ничего не помнит о своём прошлом. Из-за того, что все слишком внимательны к нему, Майкл Кенмор начинает подозревать, что в его прошлом есть какая-то тайна. Выясняется, что он был рейфом и стал объектом для испытания ретровируса доктора Беккета, блокирующего гены жука Иратуса. Тем временем Ронон начинает подозревать, что внешнее обращение рейфа в человека не изменило его сознания. |            |                                                   |                  |
| 39 | 19         | «Ад» «Inferno»                                    | 23 января 2006   |
| Команда атлантийцев изучала технологию одной из планет, когда Маккей обнаружил, что одно из поселений находится прямо на гигантском вулкане, а частые землетрясения говорят о скором и неизбежном извержении. Вейр разрешает временно эвакуировать жителей на Атлантиду, но в это время вулкан просыпается и поглощает врата. Команда Шеппарда оказывается в ловушке на планете, единственный выход — неисправный корабль Древних, идентичный «Авроре», найденный на планете. Доктор Вейр со своей стороны отправляет на помощь «Дедал», но ситуация усложняется тем, что к планете приближается корабль рейфов. |            |                                                   |                  |
| 40 | 20         | «Союзники (первая часть)» «Allies»                | 30 января 2006   |
| Гражданские войны между группировками рейфов привели к тому, что Майкл, некогда обращённый ретровирусом Беккета в человека, вернулся на Атлантиду вместе с небольшой группой своих единомышленников, чтобы предложить объединить усилия в борьбе против остальных рейфов. Для этого Карсон должен придумать способ распространять ретровирус по воздуху. Но пока все надеются, что обрели новых союзников, подозрения не дают Ронону покоя. |            |                                                   |                  |